# Christus im Sturm auf dem See Genezareth (Rembrandt)

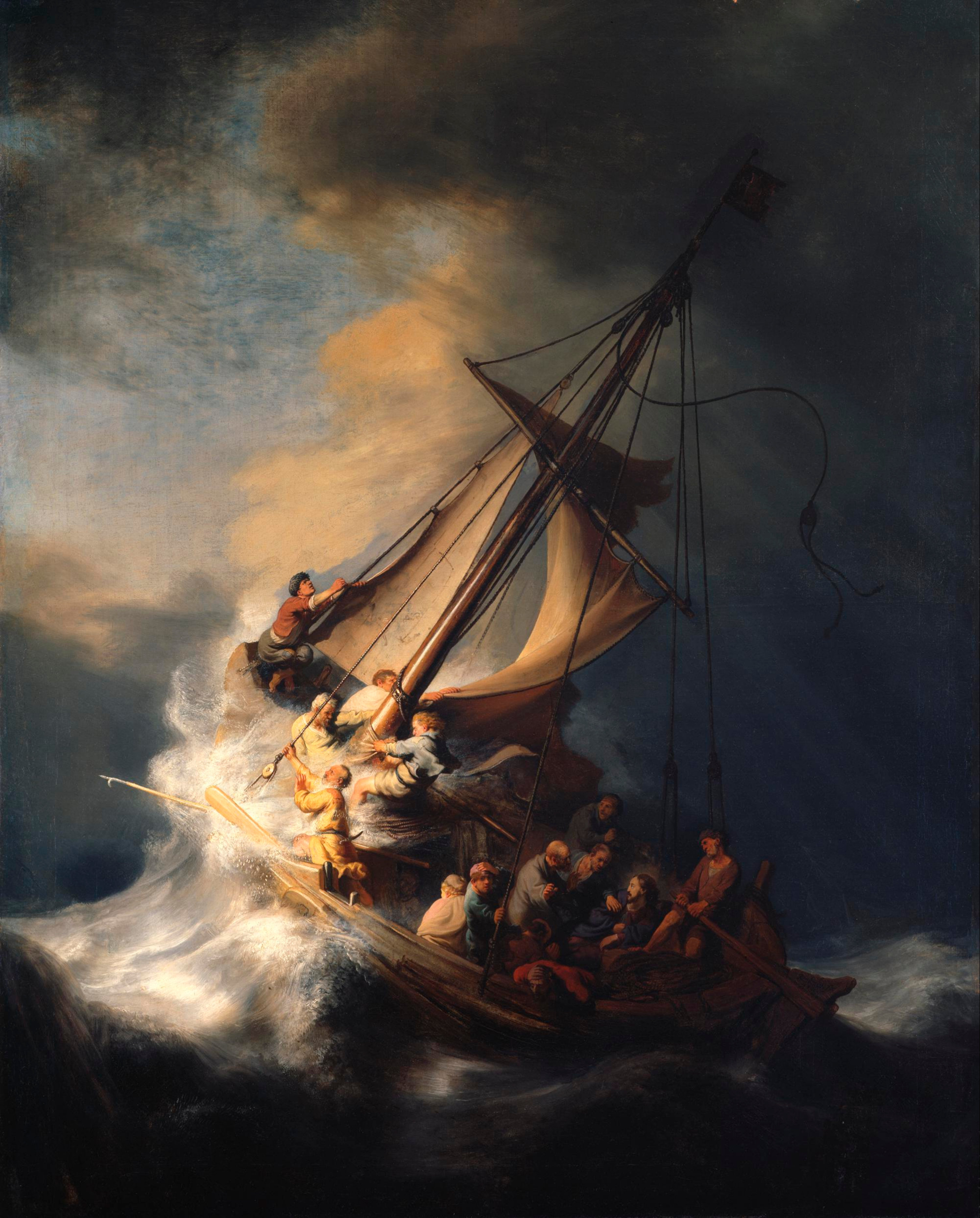
Rembrandt: Christus im Sturm auf dem See Genezareth

Christus im Sturm auf dem See Genezareth ist ein Ölgemälde des niederländischen Malers Rembrandt van Rijn. Das Bild stellt die biblische Szene aus dem Matthäusevangelium (Mt 8,23–27 ) dar, als die panischen Jünger bei einem Sturm auf dem See Genezareth den schlafenden Jesus wecken und er sie tadelt: „Warum habt ihr solche Angst? Habt ihr so wenig Glauben?“
Das Gemälde befand sich seit 1898 in der Sammlung von Isabella Stewart Gardner und wurde 1990 aus dem Isabella Stewart Gardner Museum in Boston gestohlen. Es gilt seither als verschollen (siehe Kunstraub von Boston).

## Beschreibung
Das Bild wurde in Öl auf Leinwand gemalt und hat die Maße 160 × 128 cm. Es ist Rembrandts einziges Seestück und entstand im Jahr 1633, kurz nachdem Rembrandt aus seiner Heimatstadt Leiden nach Amsterdam gezogen war. In der Szene ist der Kampf zwischen Natur und menschlicher Schwäche dargestellt – sowohl physisch als auch spirituell. Die Seeleute versuchen bei einem plötzlichen Sturm die Kontrolle über ihr Fischerboot zurückzugewinnen, als eine riesige Welle über den Bug kracht, das Segel zerreißt und das Boot gefährlich nahe an die Felsen im linken Vordergrund zieht.

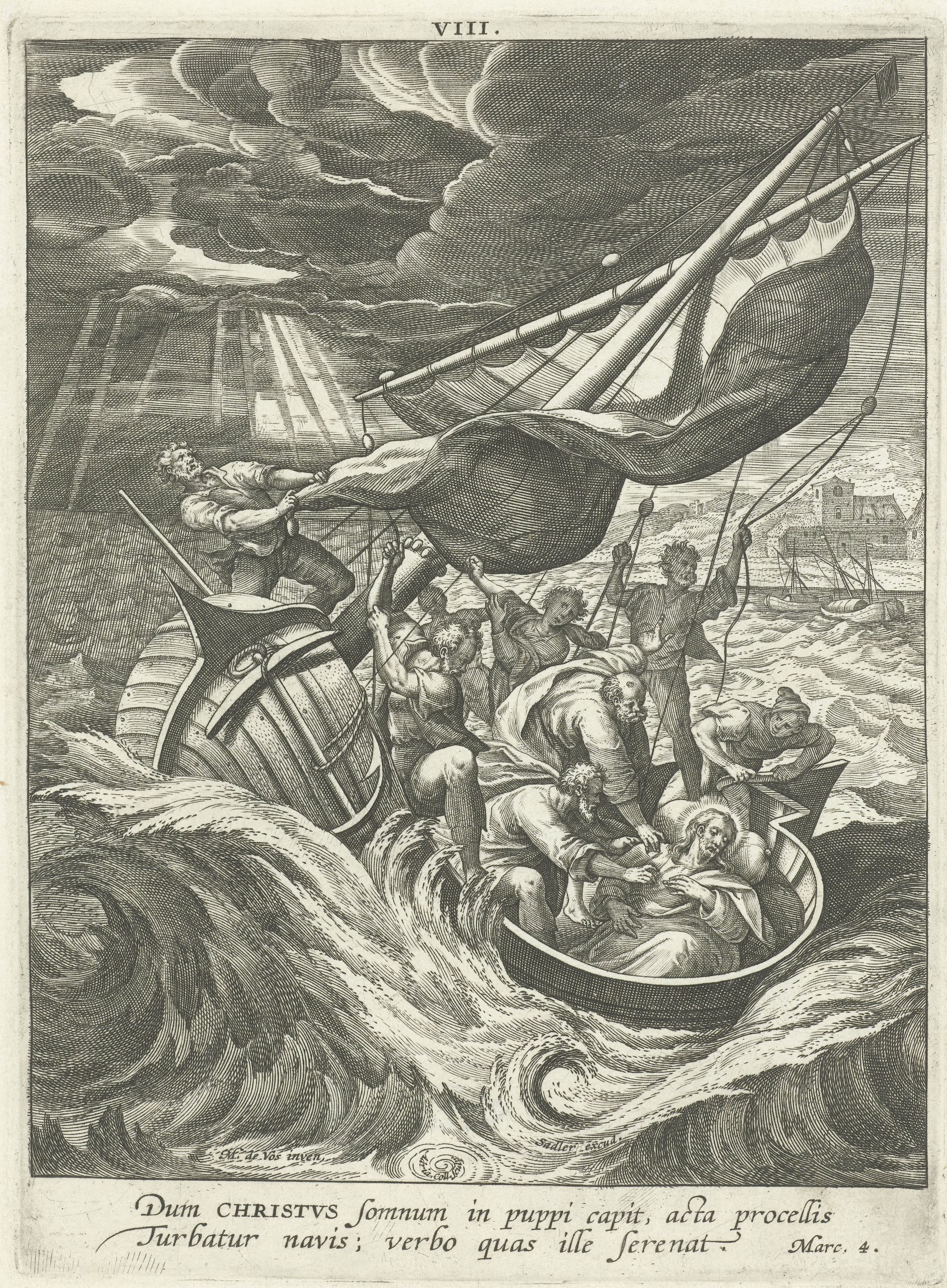
Christus im Sturm auf dem See Genezareth, gestochen bei Adriaen Collaert nach Entwurf von Marten de Vos

Der Maler hat alle Fischer in unterschiedlichen Situationen eingefangen – einige versuchen das Segel bzw. das Ruder zu steuern, andere flehen Jesus um Hilfe an, einer ist seekrank und erbricht sich, ein anderer Fischer ist ins Gebet vertieft, zwei scheinen in Panik erstarrt zu sein. Das Interessante an der Darstellung der Bibelszene ist, dass nicht zwölf, sondern dreizehn Personen sich bei Jesus im Fischerboot befinden: die Figur, die den Betrachter direkt ansieht und dabei ihre Mütze festhält, scheint ein Selbstporträt des Malers zu sein. Inmitten dieses Chaos bleibt nur Christus ruhig wie das Auge des Sturms. Geweckt von den verzweifelten Hilferufen der Jünger, erhebt er sich dann, um Wind und Wellen zu beruhigen. Die Turbulenzen der Natur sind sowohl Ursache als auch Metapher für das Grauen, das die Jünger erfasst, und die emotionale Aufruhr, was die dramatische Wirkung des Bildes verstärkt. Nur ein Seemann richtet seinen Blick auf den Betrachter, während er sich an einem Seil festhält. Sein Gesicht scheint aus Rembrandts Selbstporträts bekannt zu sein und lässt begreifen, dass man Teilnehmer an der lebendigen Dramatisierung einer Katastrophe geworden ist, die Christus abwenden will.

## Inspiration
Die Nahbehandlung des Motivs und die Gesamtkomposition gehen auf den Druck von Adriaen Collaert nach einem Entwurf des flämischen Künstlers Marten de Vos zurück. Dieser Druck, der den Christus im Sturm auf dem See Genezareth darstellt, war Tafel 8 in der 12-teiligen Vita, passio et Resvrrectio Iesv Christus die 1583 von Jan und Raphael Sadeler in Antwerpen herausgegeben wurde. Rembrandts Gemälde folgt in seiner Komposition dem Hochformat und stellt auch das Boot in einer nach vorne geneigten Position dar. Wie im Druck nimmt das Hauptmotiv, die gegen die Elemente kämpfenden Jünger auf dem Boot, den größten Teil der Fläche des Werkes ein.